# 妙高山

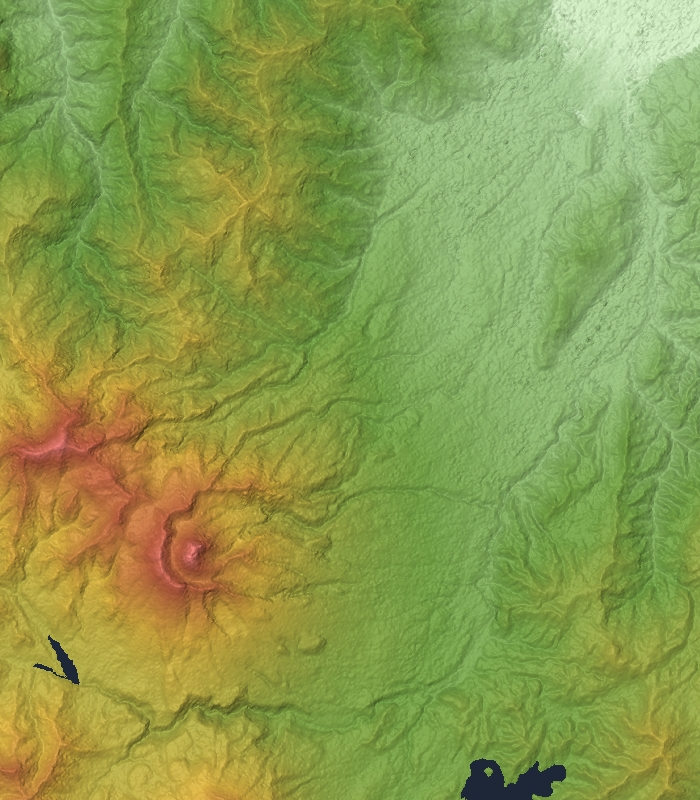
妙高火山の火山体地形図

妙高山（みょうこうさん）は、新潟県妙高市にある標高2,454メートルの成層火山で、北信五岳の一つであり、その中では最高峰。日本百名山に選定されており、妙高戸隠連山国立公園に属している。

## 概要
馬蹄形をした爆発カルデラの外輪山と、中央火口丘となる最高峰の溶岩ドームから構成される火山。活火山のランクCに指定されている。
新潟県を代表する山の1つであり、越後富士（えちごふじ）の異名を持つ。北信五岳のひとつとして親しまれる。また近隣の火打山、焼山と共に頸城三山を形成している。山麓には温泉が沸き、冬期ウィンタースポーツのリゾートエリアとしても知られる。
山名は、古くは「越の中山」（こしのなかやま）と呼ばれていたものが、好字二字令により「名香山」と当て字され、それが「みょうこうざん」と読まれるようになり、「妙高山」の字が宛てられたものである。
最高地点は南峰の「妙高大神」にある。昭和期までは、およそ500メートル離れた一等三角点のある北峰の2,446メートルを妙高山の標高としていた。

## 地学的知見
北部フォッサマグナの糸魚川静岡構造線のすぐ東側に位置し黒姫山、飯縄山、斑尾山、新潟焼山と共に妙高火山群をなし山体の基盤からの高さは 1200メートル、体積は50立方キロメートルで、主に輝石安山岩、角閃石安山岩を主体とする安山岩（SiO252パーセント - 60パーセント）質の成層火山であるが、高アルミナ玄武岩、角閃石デイサイトなどで山体が構成される。山体崩壊する以前の山頂は標高2,800 - 2,900メートル程度であったと推測される。単純なひとつの成層火山ではなく、4つの独立した成層火山が積み重なっている多世代火山である。

### 火山活動史
4つの活動期と各活動期にはさまれた長い3つの活動休止期に区分されている。
第1活動期
- 約30万年前の活動で山体の基底部が形成された後は15万年程度の活動休止期があった（雷菱火山[4]）。
  - 噴出量 40立方キロメートル

第2活動期
- 14万年から11万年前（神奈山火山[4]）。
  - 噴出量 20立方キロメートル

第3活動期
- 9万年前ころから6万年前（三田原山火山[4] 2,800 - 3,000メートル）。
- 現在の妙高山火山よりも標高が高かったと推定され、第3活動期末期に山体崩壊が生じたことを示す泥流堆積物がある[6]。開析の程度は不明[6]。
  - 噴出量 7立方キロメートル

第4活動期
- 活動期は「先カルデラ期」「カルデラ形成期」「中央火口丘形成期」の3つの大別される[6]。
- 約4万年前頃 活動を再開し、約2万年前頃にカルデラが形成される（妙高山火山[4]）。
- 1.9 - 2万年前 カルデラ北東縁が崩壊し関川泥流を生じた[6]。赤倉山、大倉山地域でも崩壊し田口・矢代川泥流堆積物を形成[6]。
- 8000年前 大噴火により山体崩壊し、田口岩屑なだれ（上部）が発生した。以後、カルデラ内での活動となる。
- 5800年前 マグマ噴火により中央火口丘が形成され、現在に近い形となった。
- 5500年前 マグマ噴火。
- 5200年前、5000年前、4300年前に水蒸気噴火。
- 4700年前 マグマ水蒸気噴火
- 4200年前 マグマによる活動が記録され、赤倉火砕流と大田切川火砕流を残した。
- 3000年前 カルデラ内には最新の活動となる水蒸気爆発、大谷火山灰層を形成した噴火。
- 2800年前 外輪山の赤倉山（2,141.1メートル）南斜面が崩壊し杉野沢岩屑流を生じる。この崩壊の原因は、噴火活動の可能性が指摘されているが対応する火山灰が見つけられていない[5]。

有史以降の活動記録はないが、中央火口丘付近の南地獄谷では噴気活動が継続している。
- 噴出量 5立方キロメートル

## 登山
主要な登山道に以下のルートがある。
神奈山線
関温泉を起点に神奈山を経由して妙高連峰縦走線に至る到達登山道。
妙高連峰縦走線
妙高連峰の縦走登山道。
大倉池線
燕温泉より長助池、大倉池を経由する妙高山への登山道。
赤倉温泉妙高山線
赤倉温泉より妙高山への登山道。
笹ヶ峰高谷池線
笹ヶ峰集団施設地区より妙高連峰縦走線への到達登山道。
・1990年、日本ジャンボリー（ボーイスカウトの大会）のイベントの一つとして、妙高山登山が行われた。
・不思議な現象だったが山頂の岩の隙間から滴り落ちる冷たい湧水が真夏に得られていた。しかし昭和30年代中頃に枯れてしまった。

## 画像解説

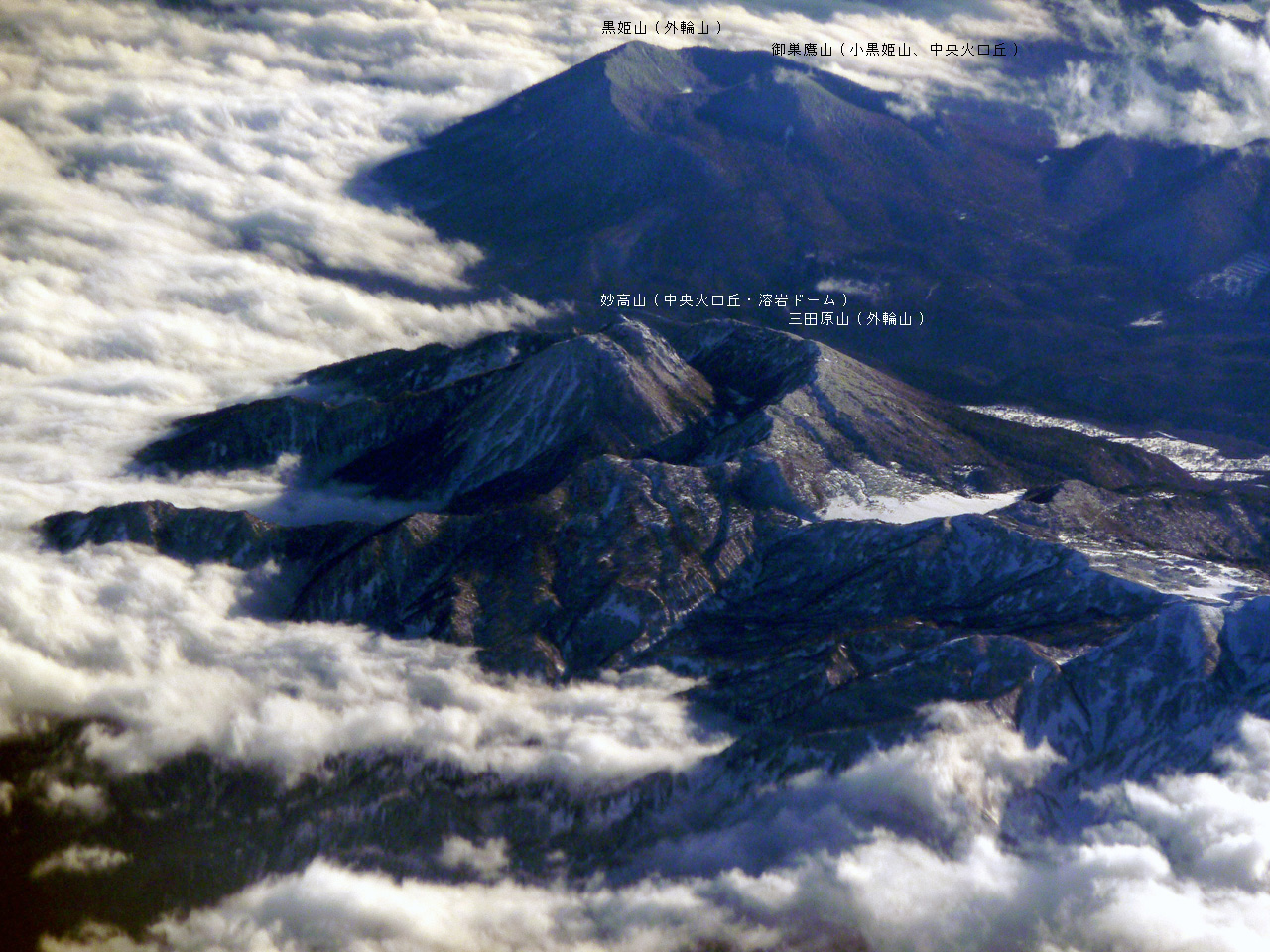
北方上空より 妙高山と黒姫山
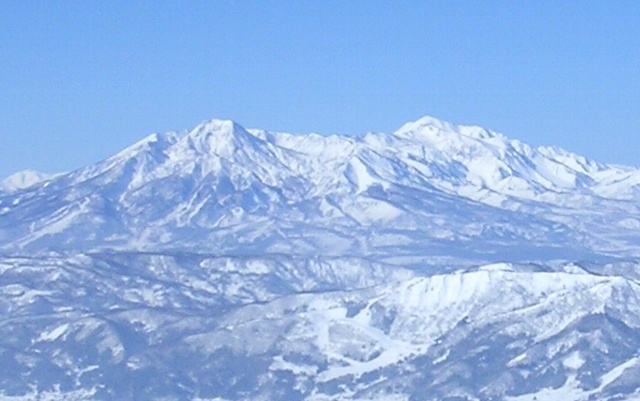
妙高山（左）と火打山（右）
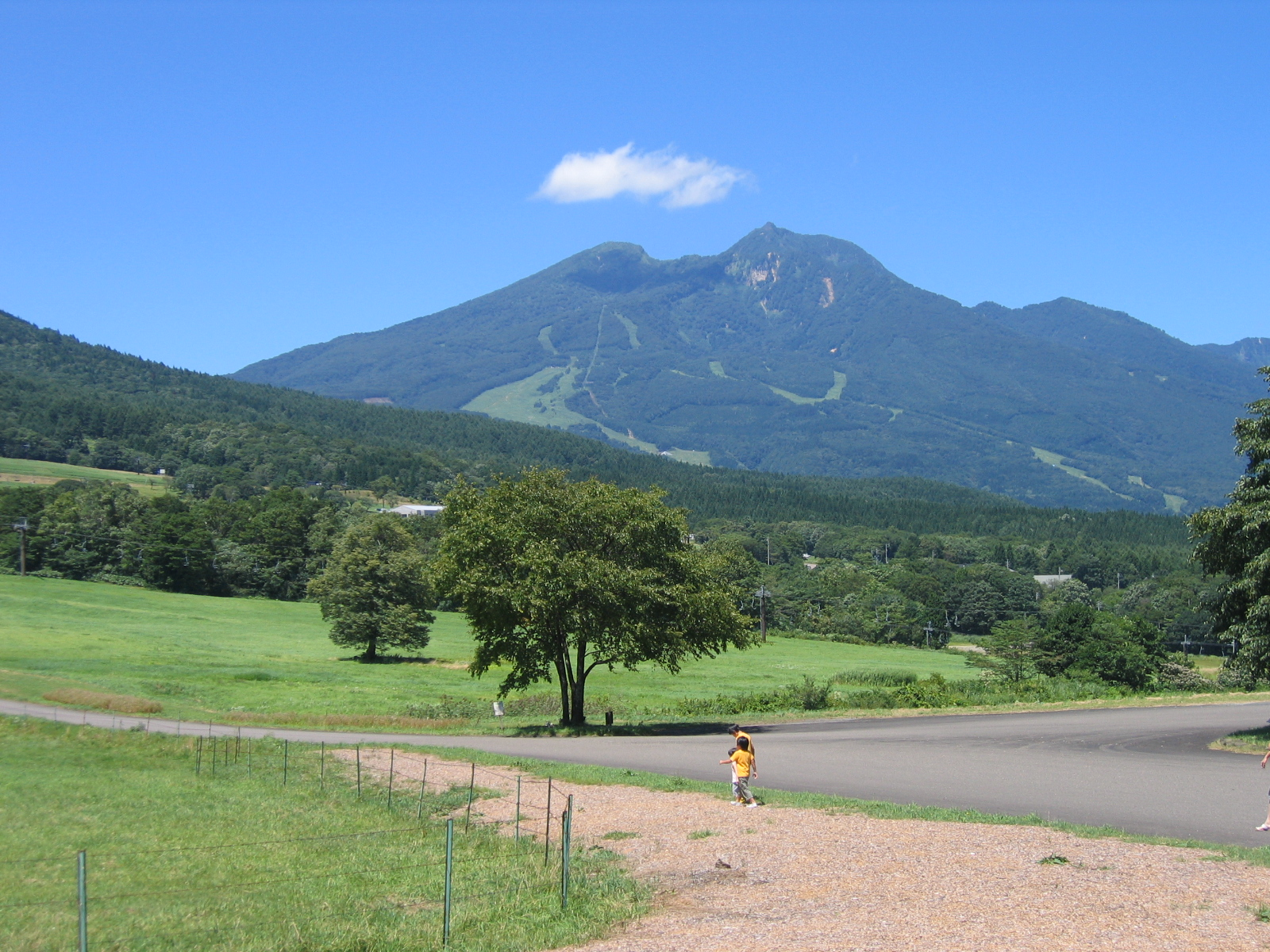
南東から
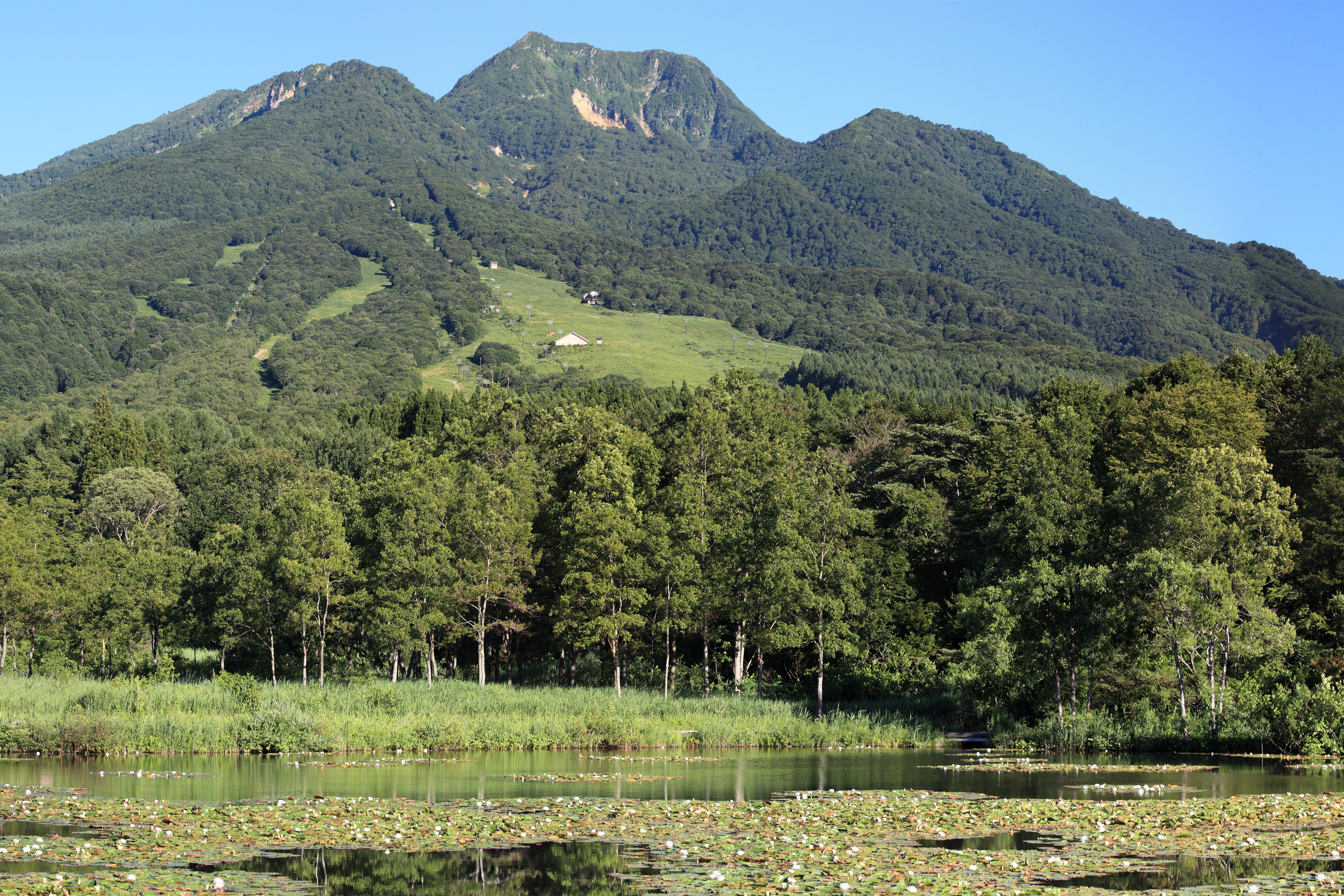
東南東麓から
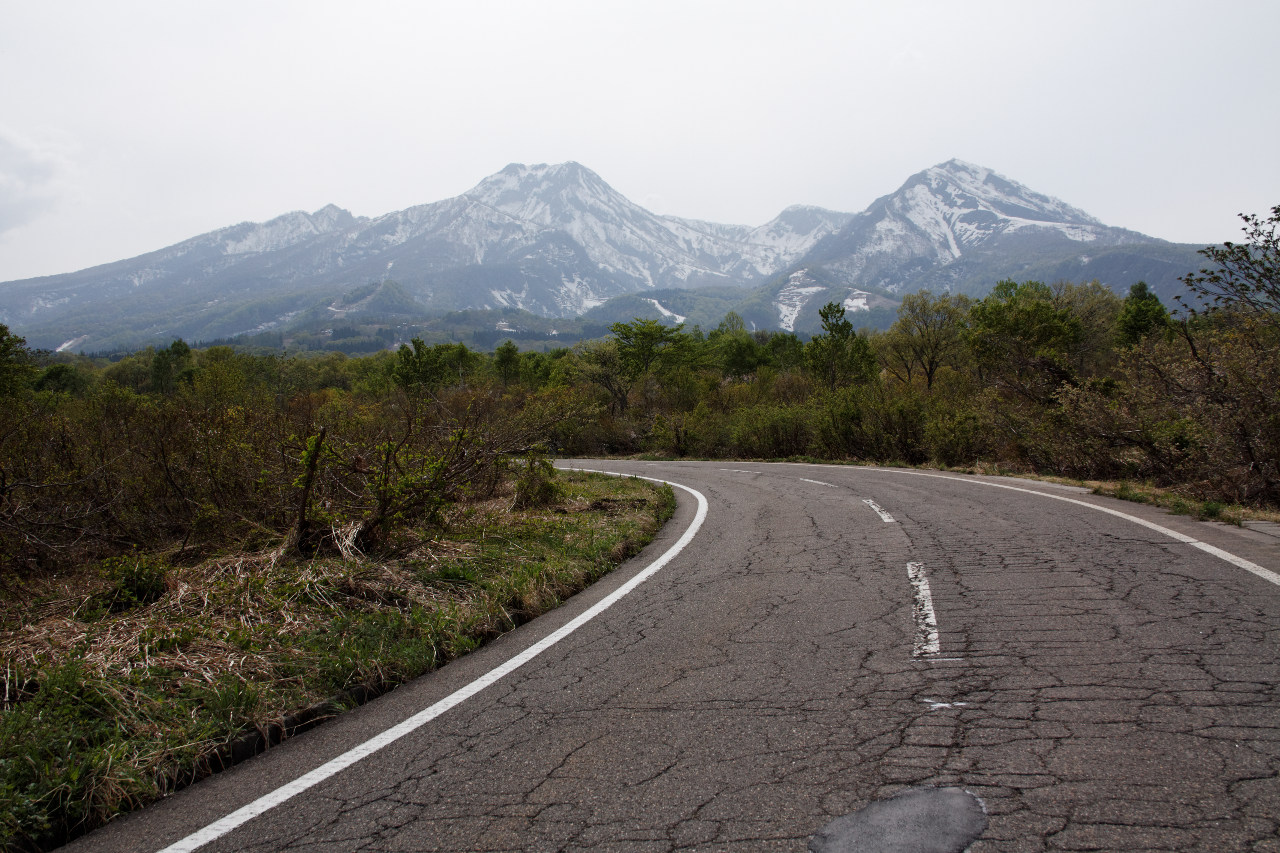
東北東から
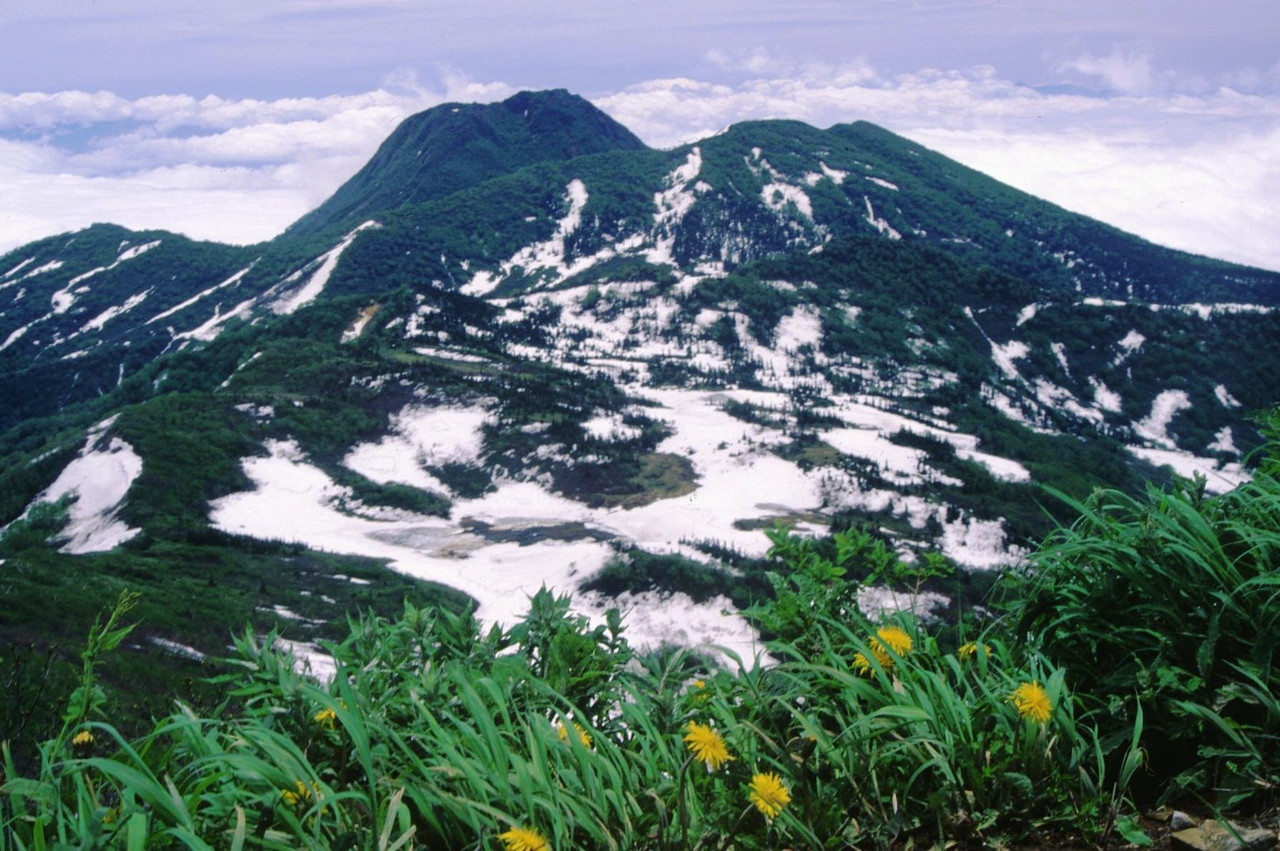
北西の火打山からの妙高山
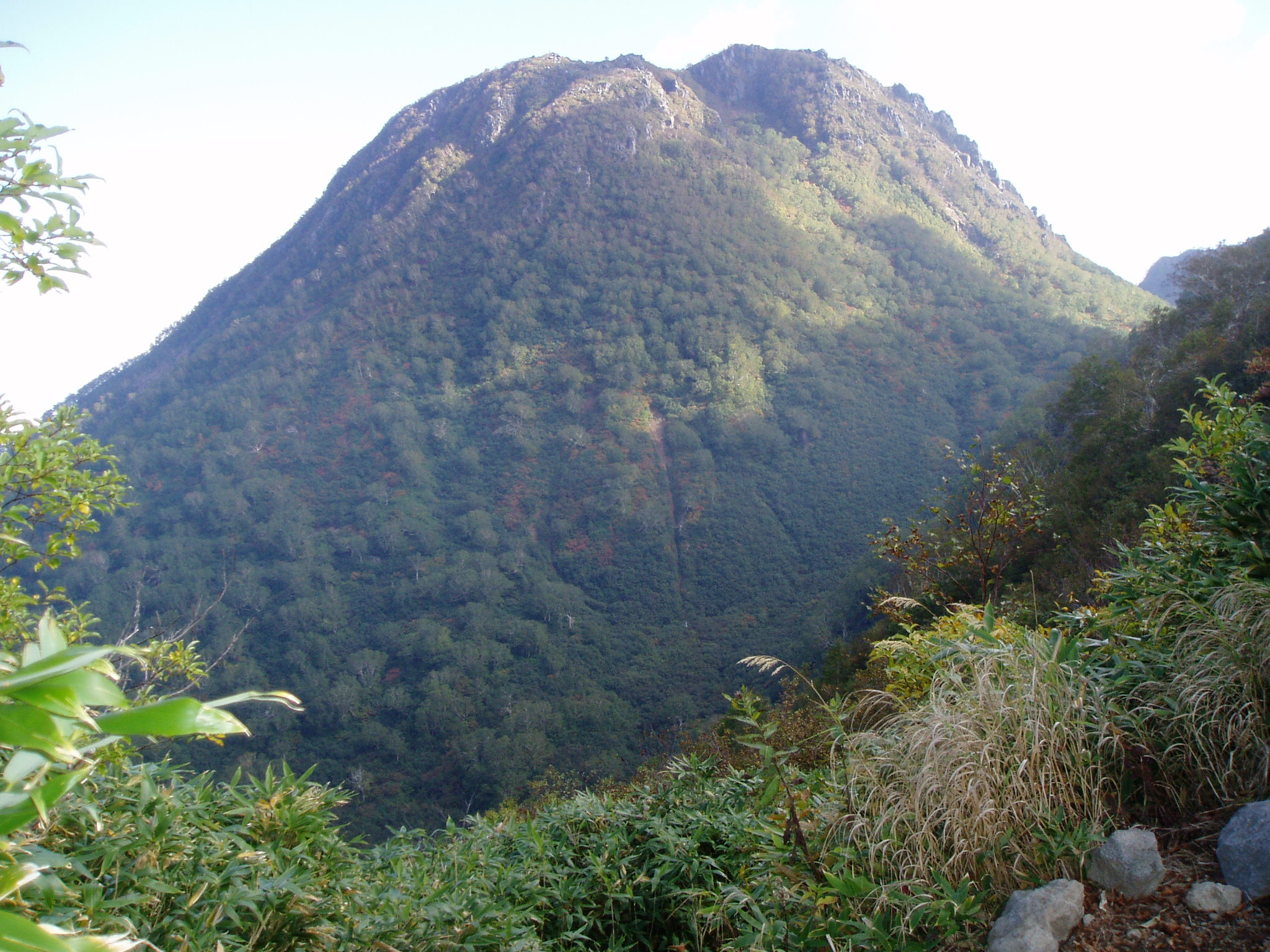
西から見た中央火口丘
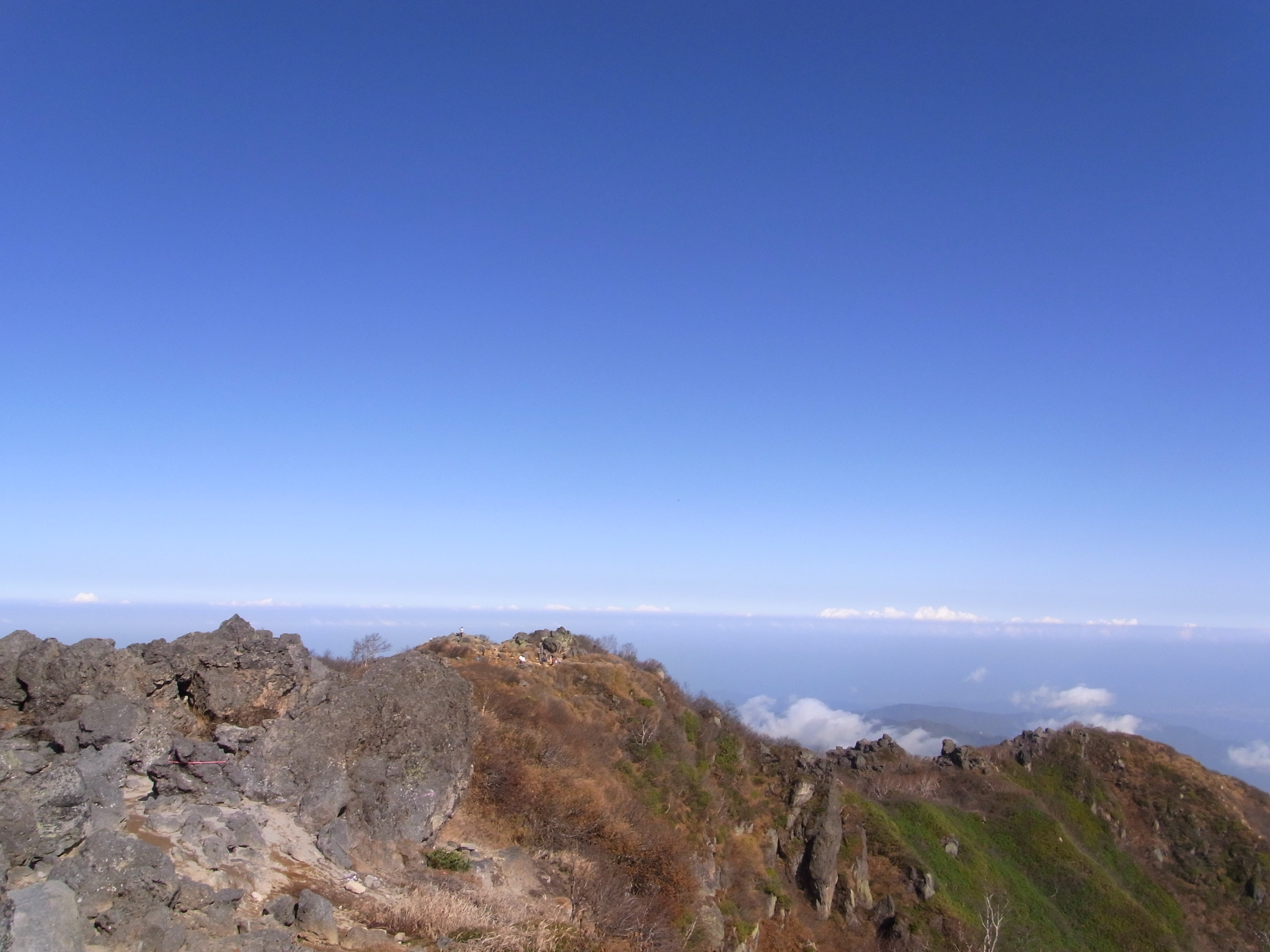
妙高山山頂
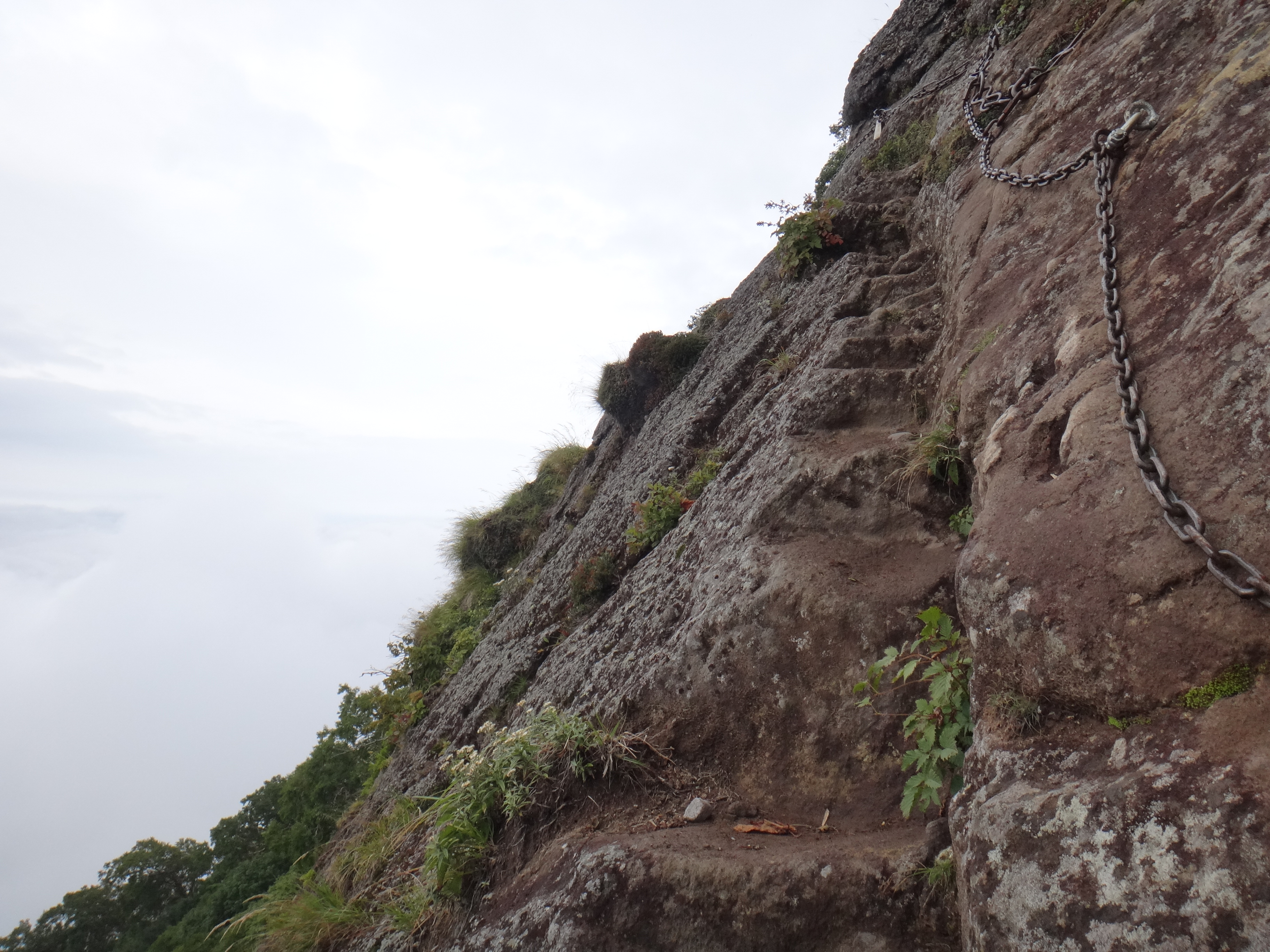
妙高山の鎖場
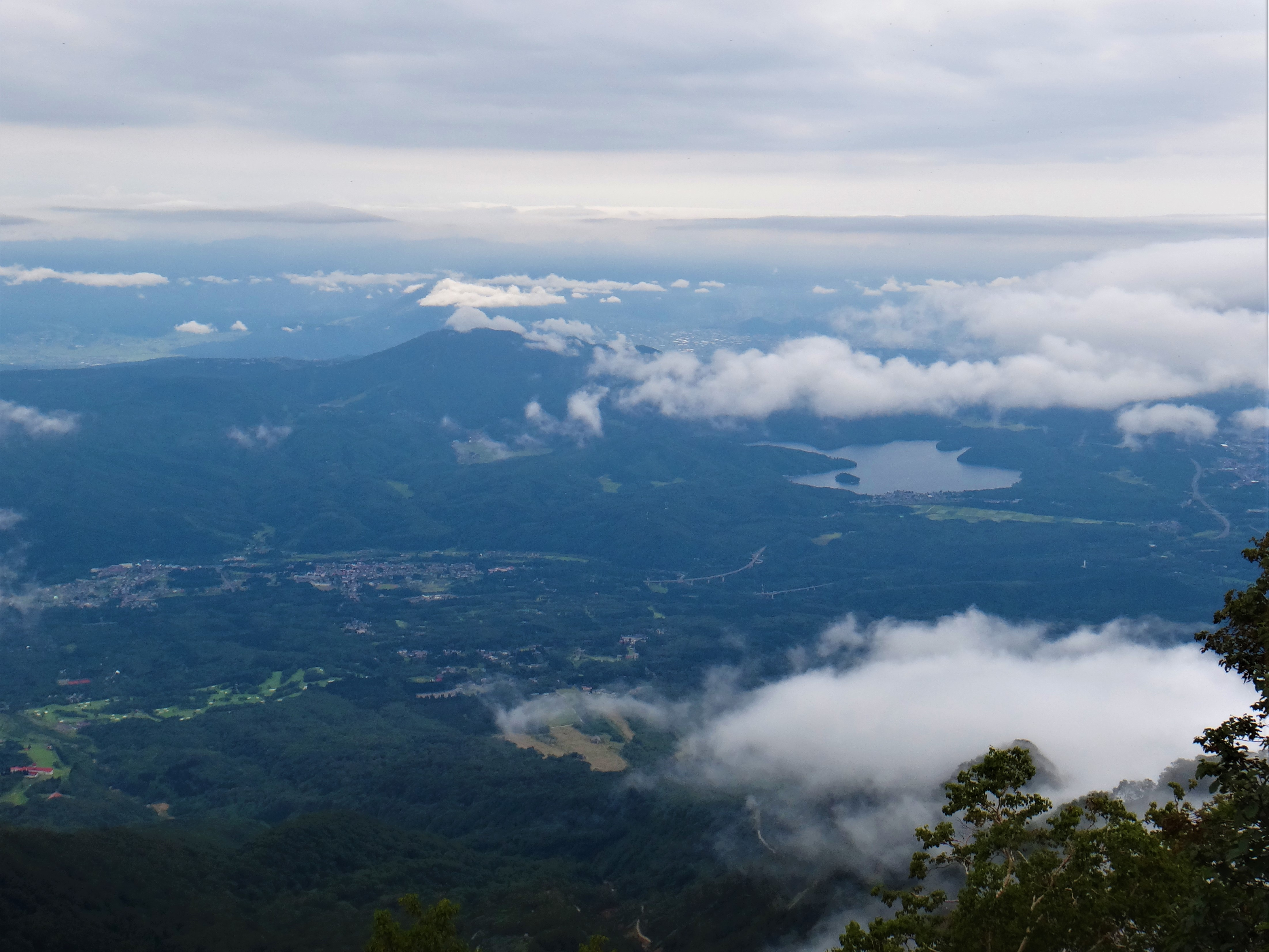
妙高山から見た斑尾山と野尻湖
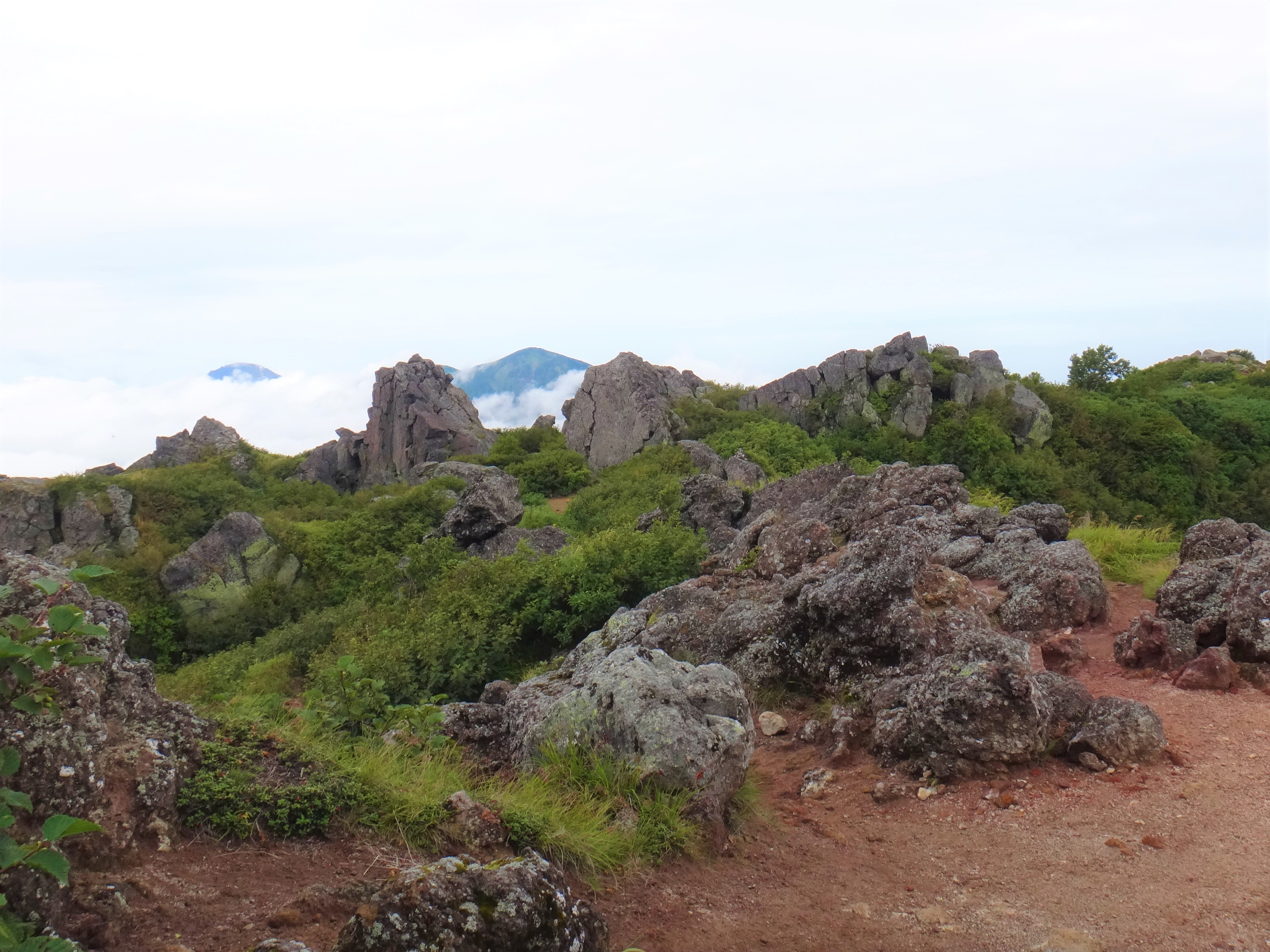
妙高山から見た焼山と火打山

## 自然災害
- 1978年5月 白田切川で土石流災害[9]、推定土砂量620,000立方メートルの土石流が発生し、死者13名、全半壊家屋18戸、国道18号、国鉄信越本線[注釈 2]を寸断。

## 妙高山にちなむ名称
- 重巡洋艦「妙高」

大日本帝国海軍の妙高型重巡洋艦の1番艦
- 護衛艦「みょうこう」

海上自衛隊のこんごう型護衛艦の3番艦
- 国鉄・JR東日本の列車愛称「妙高」。1950年 - 1993年、2002年 - 2015年。
- 新潟県上越市・妙高酒造株式会社の日本酒「妙高山」